# Sojuz TMA-1
Sojuz TMA-1 je označení letu ruské kosmické lodi k Mezinárodní vesmírné stanici.

## Posádka
Startovali
- Sergej Zaljotin – (2)  Rusko
- Frank De Winne – (1)  Belgie, ESA
- Jurij Lončakov – (2)  Rusko

Členové Expedice 6
- Nikolaj Budarin – (3)  Rusko
- Kenneth Bowersox – (5)  USA
- Donald Pettit – (1)  USA

## Popis mise

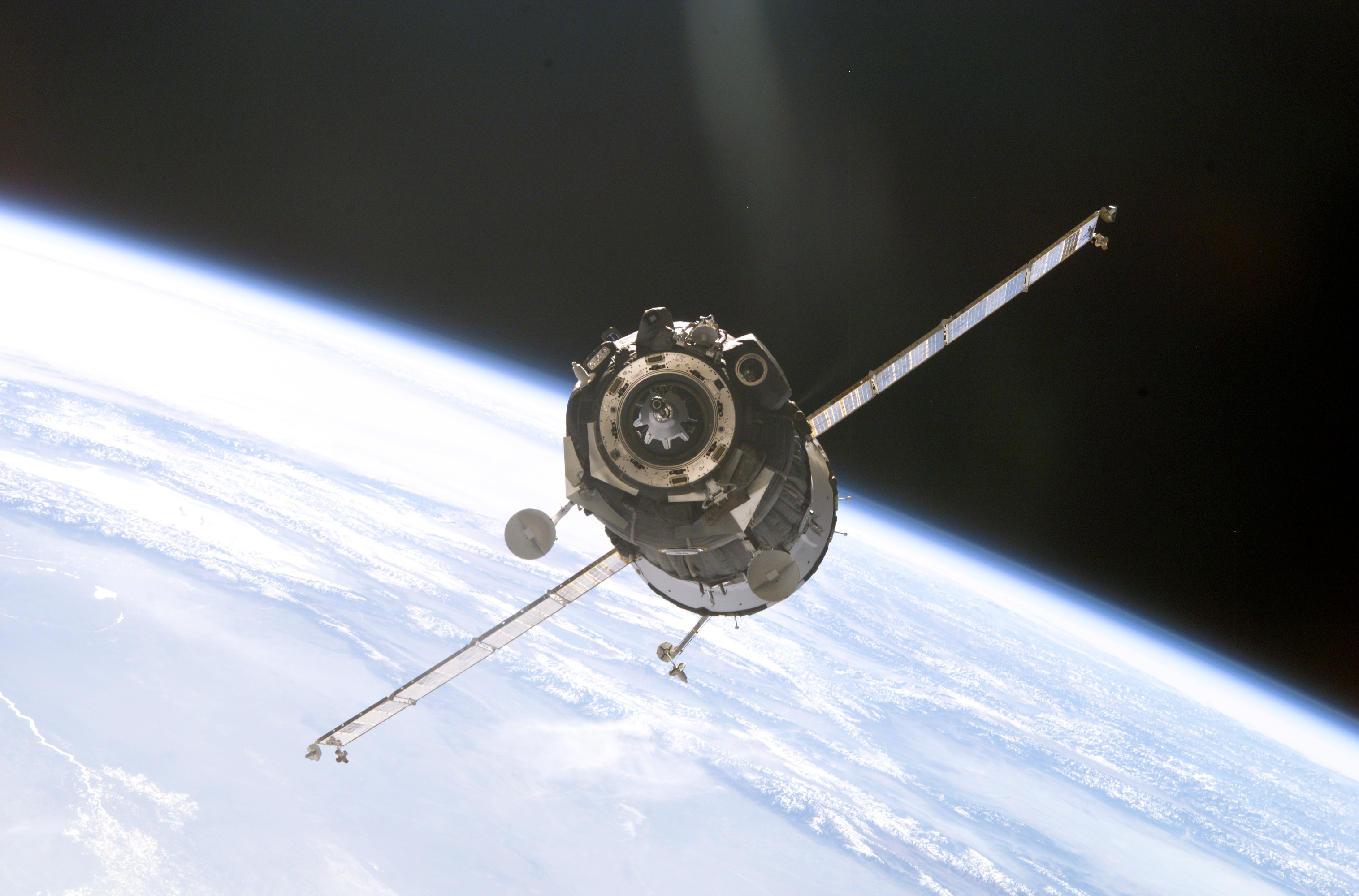
Soyuz TMA-1 se přibližuje přistávacímu oddílu Pirs na ISS

Start mise se uskutečnil 30. října 2002 z kosmodromu Bajkonur v Kazachstánu. Jednalo se o pátý ruský Sojuz, který takto kyvadlově zamířil k Mezinárodní vesmírné stanici. Jednalo se také o první let verze TMA kosmické lodi Sojuz.
Během balistickém sestupu zpět do atmosféry došlo při otevření hlavního padáku k nehodě. Přetrhla se jedna ze šňůr a kvůli tomu byla poškozena i anténa. Spojení posádky se Zemí bylo ztraceno. Loď přistála o 480 km od plánované oblasti. Posádka dokázala sama opustit loď a navázala spojení radiomajákem. Kosmonaut Pettit utrpěl při dopadu na Zemi drobné poranění zad a trpěl silnou kinetózou. Ostatním se nic nestalo. Let skončil 4. května 2003.